# 安倍七騎
安倍七騎（あべしちき）は、現在静岡県静岡市に相当する駿河国安倍郡周辺（安倍川流域）を拠点とし、戦国時代頃に活躍したと伝承される武士団。後に徳川幕府の旗本となった朝倉在重を筆頭として、石谷氏、狩野氏、杉山氏、末高氏などが数えられる。今川氏、武田氏、徳川氏などの下で活躍したとされるものの、その活動や構成は史料により異なり定かではない。

## 概要
駿府浅間流鏑馬役を勤める狩野九郎兵衛の嫡男が古文書から写し取り、嘉永7年（1854年）10月に石谷氏へ進上した覚書『駿河国安倍七騎姓名覚』に拠れば、
1. 狩野九郎兵衛（落合村）
2. 大村五郎左衛門
3. 長島甚太右衛門
4. 季(末)高石見守
5. 杉山仁左衛門（俵峰村）
6. 海野惣右衛門（郷島村）
7. 石谷重郎左衛門（足久保村）

を安倍七騎に数えると言い、『駿河国風土記』に拠れば、
1. 杉山小太郎右衛門（俵峰村）
2. 望月四郎右衛門
3. 石谷弥兵衛（足久保村）
4. 狩野弥八郎朝久（落合村）
5. 末高某（村岡村）
6. 朝倉六兵衛在重（柿島村）
7. 海野弥兵衛本定（中野村）

を数える。他に上落合の大石氏、牛妻村の森谷沢の姓名不詳の者を安倍七騎に数える事もあると言う。
この安倍七騎は武田信玄の配下となり、遠江国の小山城篭城戦、甲斐国、信濃国川中島・高遠などにおいて数度の軍功を上げ、武田家より朱印を賜ったと伝えられる。この内、石谷氏と末高氏は旗本となり、狩野氏は紀州徳川家の御家人となり、朝倉氏、海野氏は郷士として残ったと伝えられる。

## その他
地元、静岡市葵区の和菓子店では最中の商品名になっている。